# Giovanni Caboto
Giovanni Caboto, in veneziano Zuan Chabotto, noto tra gli anglofoni anche come John Cabot (Gaeta, tra il 1445 e il 1450 – Oceano Atlantico, tra il 1498 e il 1501), è stato un navigatore ed esploratore italiano della Repubblica di Venezia, al servizio di spagnoli e inglesi, noto per aver continuato l'opera di Cristoforo Colombo e inaugurato la serie di grandi viaggi verso il nord-ovest, in particolare con il viaggio commissionato dal re Enrico VII d'Inghilterra in cui, il 24 giugno 1497, colonizzò le coste del Nord America.

## Biografia

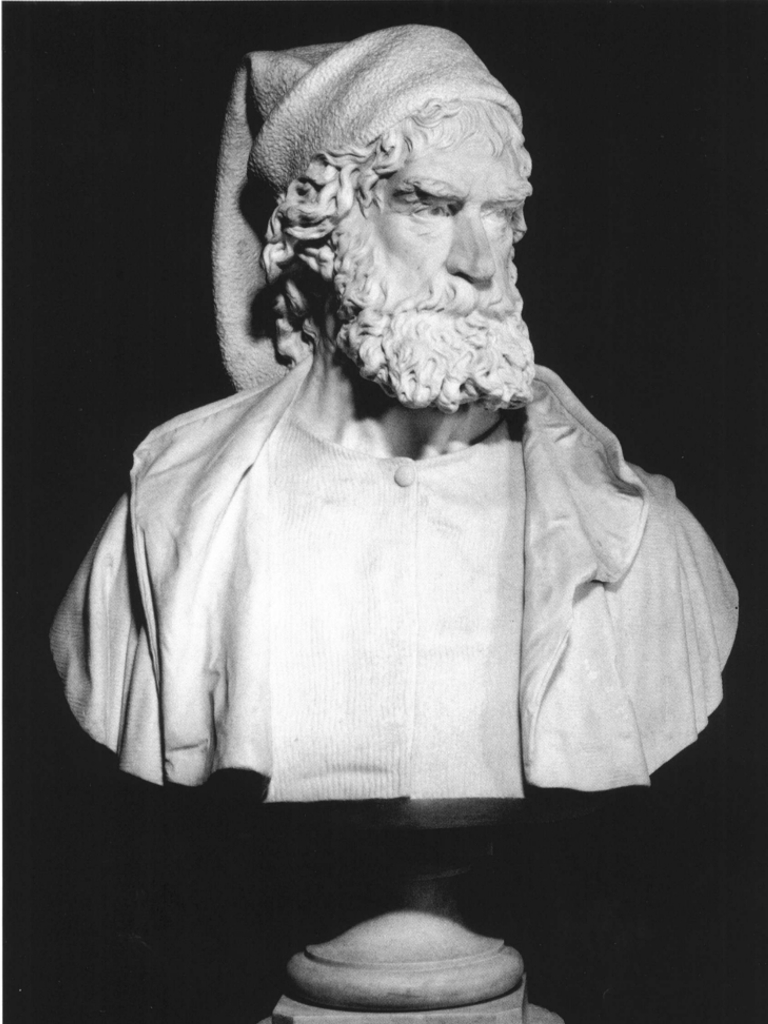
Busto di Giovanni Caboto, opera di Augusto Benvenuti del 1881. Il busto fa parte del Panteon Veneto, conservato presso Palazzo Loredan

### Il dubbio sulle origini
Sulle origini di Caboto sono state formulate diverse ipotesi, alcune delle quali non suffragate da dati storici concreti. Il cognome è documentato per la prima volta nel XII secolo con uno stemma che raffigura tre pesci e data la somiglianza del nome con un tipo di pesce (in provenzale Cabot sarebbe lo sculpino), è stato ipotizzato che si trattasse di una famiglia di mercanti di pescato. Poco è noto sul personaggio storico ma è certo che nacque intorno al 1445-1450 nella città di Gaeta (anche se alcune fonti riportano erroneamente che fosse originario della Repubblica di Genova), figlio di Giulio o di un Egidio e che fosse un mercante ed esperto navigatore.
Che esistano opinioni contrastanti sul luogo di nascita dell'esploratore è dovuto al fatto che una famiglia Caboto era presente con continuità a Gaeta già a partire dal XIII secolo (come accertato dal Codex diplomaticus cajetanus) legata da rapporti economici agli Angioini ma, in seguito alla vittoria degli Aragonesi nel 1461, lasciarono la città per trasferirsi nella Repubblica di Venezia. Altre fonti non attendibili parlano invece di Castiglione Chiavarese o di Savona come luogo di nascita visto che in queste città esistevano delle famiglie con un cognome simile. Un'ulteriore ipotesi, riportata solo in un annuario del 1786, parla di Chioggia.
Il 28 marzo 1476 ricevette la cittadinanza veneziana per avervi risieduto per quindici anni. Giovanni Caboto sposò Mattea, da cui ebbe tre figli: Luigi (Ludovico in altre fonti), Sebastiano e Santo. I figli lo seguirono in numerosi viaggi in Oriente, acquisendo grande abilità nell'arte della navigazione. Tra il 1477 e il 1479 si trasferì a Bristol accompagnato dalla famiglia, per mettersi a servizio della Marineria di facoltosi armatori e mercanti inglesi. Negli anni seguenti, mentre i suoi figli crescevano in Inghilterra, si spostò a Lisbona, Siviglia e Valencia, poiché proprio la Spagna e il Portogallo erano due paesi allora aperti più d'ogni altro ai viaggi di scoperta, dove ebbe anche occasione di incontrare tra gli altri João Fernandes Lavrador, navigatore nelle Azzorre e di conoscere le imprese di Cristoforo Colombo se non addirittura anche incontrarlo, come alcuni ipotizzano.

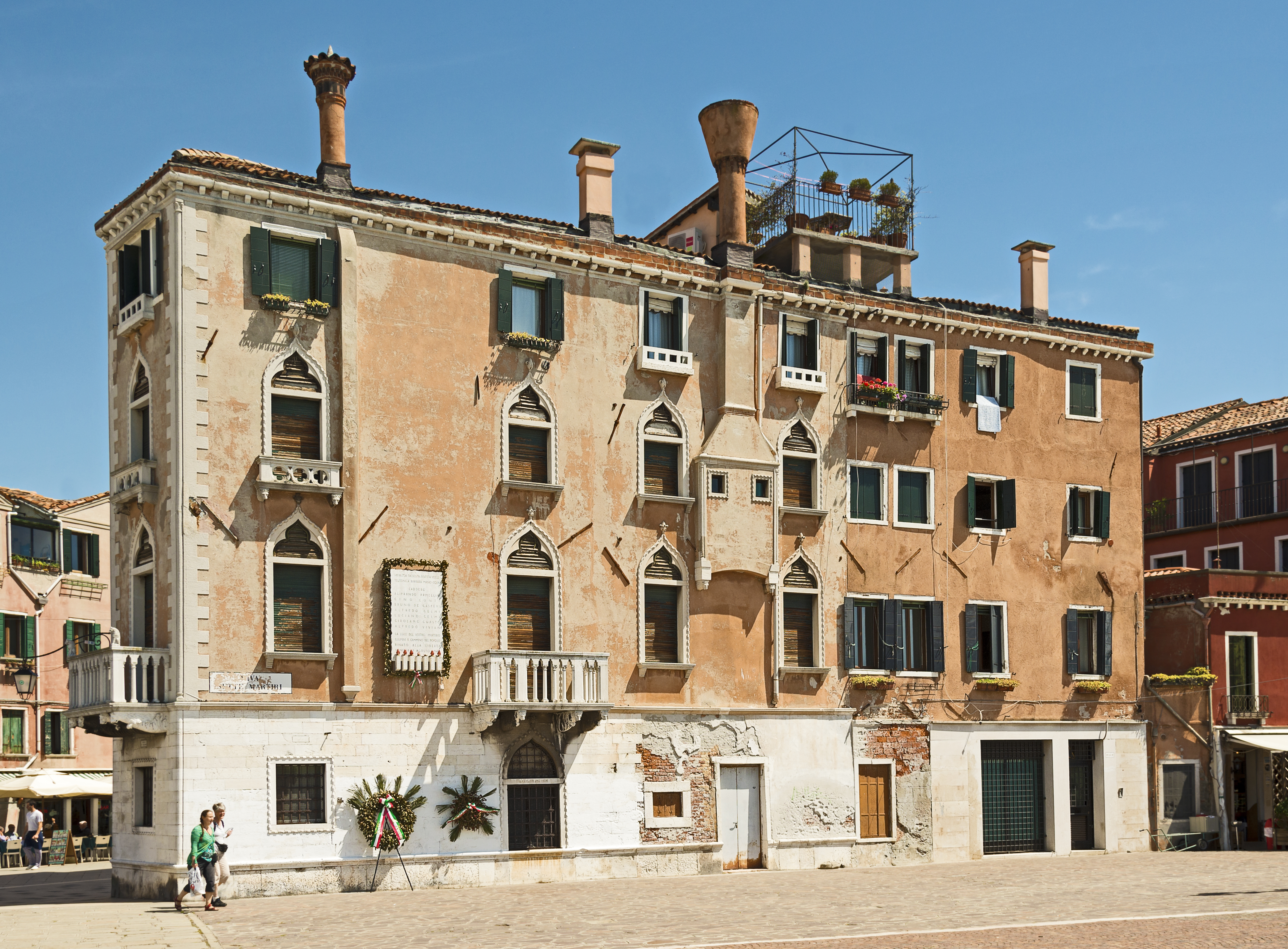
La casa di Giovanni Caboto a Venezia

Durante il periodo vissuto a Venezia, Caboto svolse l'attività di mercante ed ebbe modo di viaggiare nel Mediterraneo orientale, sulle fiorenti rotte commerciali della Serenissima, venendo in contatto con i traffici di spezie provenienti dall'Estremo Oriente. L'abate Raimondo da Soncino, ambasciatore a Londra del Duca di Milano Ludovico il Moro, riferisce in una lettera del 1497 al suo signore di un viaggio di Caboto a La Mecca. La Repubblica di Venezia non era interessata all'esplorazione di rotte commerciali oceaniche, preferendo dedicarsi ai traffici nel Mar Mediterraneo e lungo le rotte nord-europee (Fiandre, Baltico), cosa che spinse Caboto a trasferirsi a Valencia, dove diresse i lavori di ampliamento del porto voluti dal re Ferdinando II d'Aragona, che furono però bloccati nel 1493 a causa di una grave crisi finanziaria.
In quello stesso anno Cristoforo Colombo era ritornato dal suo primo viaggio transatlantico per conto della Spagna dicendo di aver trovato l'Asia (in realtà le isole del Mar Caraibico) navigando verso ovest, suscitando così l'interesse per le rotte atlantiche anche di altre potenze come Portogallo e Inghilterra. Giovanni Caboto, da sempre desideroso di trovare una via più breve per l'Asia per aprire una nuova via per il commercio delle spezie, intuì che l'Estremo Oriente poteva essere raggiunto più velocemente di quanto avesse fatto Colombo, seguendo una rotta più settentrionale.
Nel 1496 Caboto era di nuovo in Inghilterra e riuscì a convincere il re Enrico VII a sostenere il suo progetto di raggiungere l'Asia ed il ricco Cipango navigando verso ponente. Il re si affrettò a concedere l'autorizzazione a Giovanni Caboto concedendogli delle lettere patenti del 5 marzo 1496.

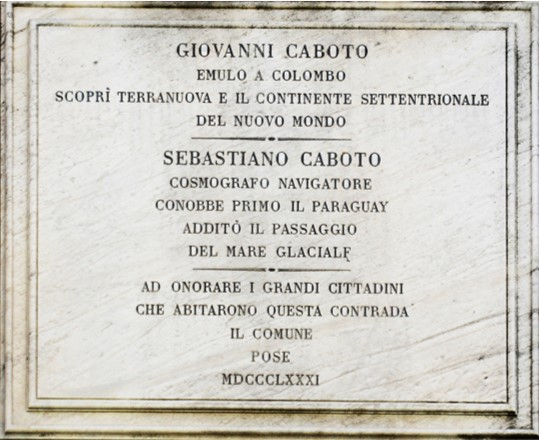
Lapide in ricordo di Caboto Sebastiano e Giovanni a Venezia, Castello, Via Garibaldi

### Premessa ai viaggi nell'Atlantico del Nord
Il porto di Bristol, da cui Giovanni Caboto partì per la sua spedizione, era il secondo porto più importante d'Inghilterra e già dal 1480 da qui erano partite delle spedizioni nell'Atlantico del Nord in cerca di terre sconosciute, soprattutto alla ricerca della mitica isola di Hy-Brazil, presente in molte leggende celtiche. Dalla lettera di Pedro de Ayala, protonotario e legato del re Ferdinando in Inghilterra, si venne a sapere che la terra trovata da Giovanni Caboto, dopo la sua spedizione del 1497, era stata scoperta in passato da dei marinai di Bristol, lasciando intendere che la terra raggiunta da Caboto era proprio l'isola di Brazil e che le spedizioni avvenute diciassette anni prima erano andate a buon fine.
Caboto toccò le coste dell'America del Nord ma fu costretto a tornare indietro dopo che la ciurma aveva protestato, intimorita dal cattivo tempo e per la scarsità di cibo. Dal momento che Caboto ricevette la patente regia il 5 marzo 1496 è probabile che questo viaggio sia avvenuto nell'estate di quell'anno.

### Primo viaggio (1497)

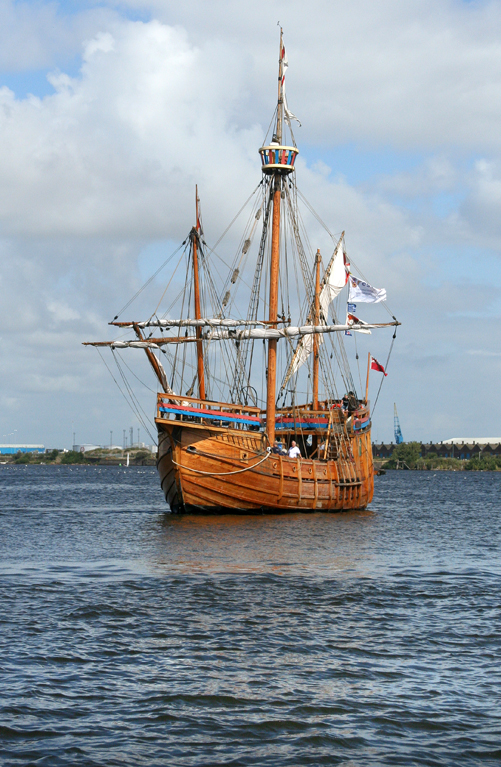
Replica della Matthew, la nave utilizzata da Caboto nel suo viaggio del 1497

La famosa spedizione di Caboto ebbe luogo nel 1497. Nel porto di Bristol fu organizzato un corpo di cinque navi, armate a spese di Caboto, ma con il finanziamento principalmente a carico del ricco mercante gallese Richard Ameryk e dai banchieri fiorentini Bardi. Tuttavia, per ragioni mai chiarite, il 20 maggio 1497 salpò solo una di esse, la Matthew (chiamata in onore di sua moglie Mattea), naviglio di cinquanta tonnellate con un equipaggio di diciotto uomini: con molta probabilità, s'imbarcò anche il figlio Sebastiano.

La spedizione di Caboto toccò terra il 24 giugno 1497. L'esatto luogo dell'approdo è oggetto di dibattito. Alcuni storici propongono la località di capo Bonavista, sull'isola di Terranova, mentre altri suggeriscono l'isola di Capo Bretone, in Nuova Scozia. Nell'illusione di avere toccato l'estremità nord-orientale dell'Asia Caboto prese possesso della terra su cui era sbarcato in nome di Enrico VII, chiamandola "Prima tierra vista". Secondo alcune fonti, sulla nuova terra scoperta Caboto piantò le bandiere inglese e pontificia, mentre secondo altre quella inglese e quella della Repubblica di Venezia. 

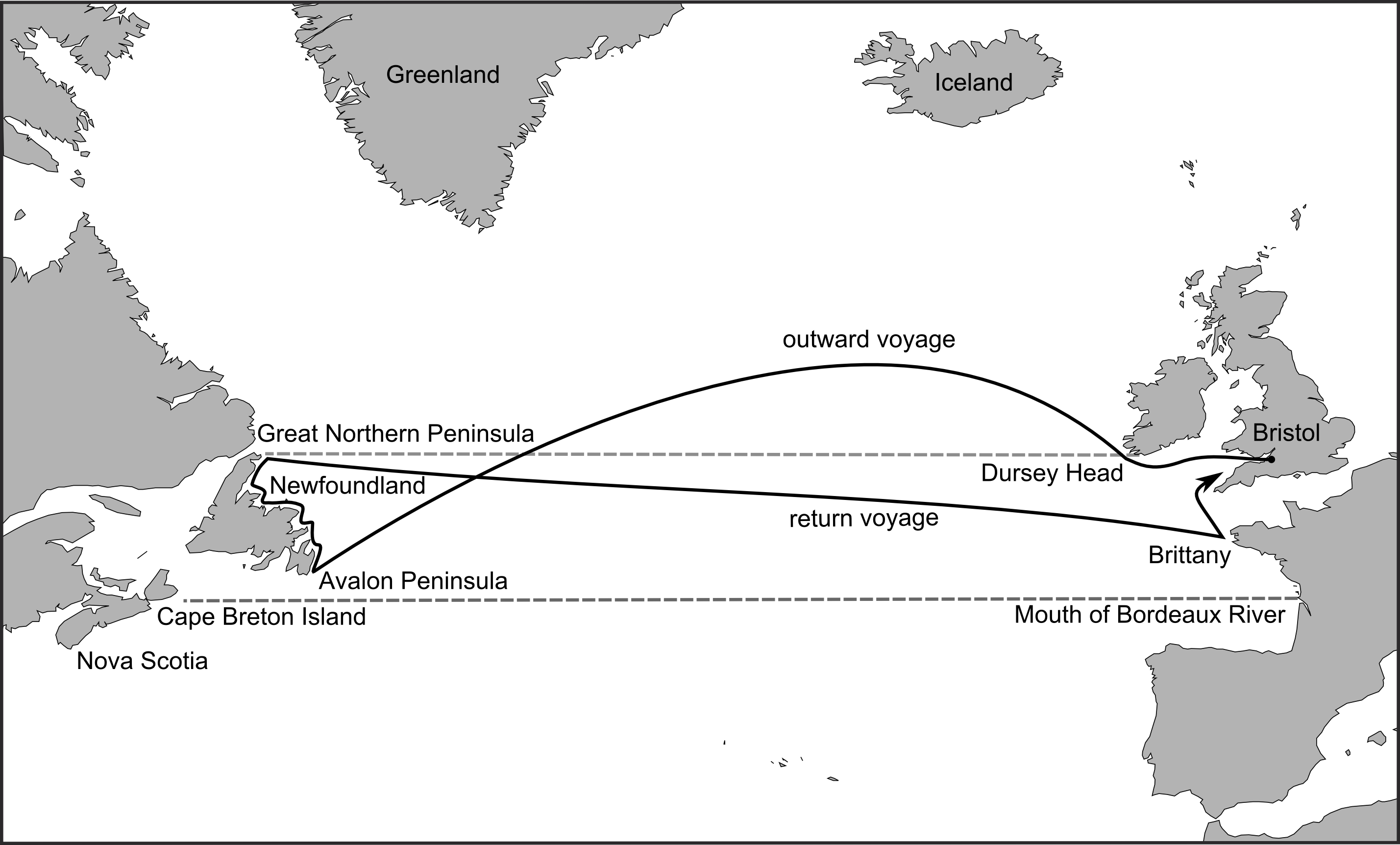
Ricostruzione del viaggio di Giovanni Caboto

Caboto sbarcò solo una volta durante la spedizione per fare rifornimento d'acqua e senza mai allontanarsi dalla costa, dando così origine alla tecnica del cabotaggio. Questa scelta fu dovuta al fatto che, dato l'esiguo numero di uomini dell'equipaggio, non si voleva rischiare di imbattersi in alcun pericolo che potesse mettere a repentaglio la spedizione. Non vi sono testimonianze di contatti con i nativi, sebbene in più fonti si faccia riferimento al ritrovamento di tracce di presenza umana.
Nel viaggio di ritorno Caboto era approdato in Bretagna dopo che i membri della ciurma lo avevano confuso dicendogli che stava navigando troppo a nord. Il 6 agosto, dopo un'assenza di circa tre mesi, la Matthew fece ritorno a Bristol e la notizia delle nuove scoperte venne accolta in Inghilterra con grande giubilo anche tra la popolazione. Enrico VII concesse allo scopritore un premio di dieci sterline.

### Tra le due spedizioni
Il 23 agosto di quell'anno, Caboto è nominato Grande Ammiraglio e gli vengono tributati onori dalla popolazione e dal re in persona. Tale adulazione fu di breve durata, poiché nei mesi successivi l'attenzione del re fu occupata dalla seconda rivolta della Cornovaglia del 1497, guidata da Perkin Warbeck. Risolta la situazione, Enrico VII poté tornare ad occuparsi dei viaggi programmati di Caboto. Il 13 dicembre 1497, all'esploratore fu accordato uno stipendio di 20 sterline l'anno. Tale remunerazione fu retrodatata al marzo 1497, per chiarire che Caboto era al servizio del re al momento della sua spedizione. Nonostante la concessione reale, i doganieri di Bristol inizialmente si rifiutarono di pagare a Caboto i materiali occorrenti per il viaggio, costringendo l'esploratore a ottenere un mandato aggiuntivo dal re.

### Secondo viaggio (1498)
L'anno successivo Enrico VII, con lettere patenti del 3 febbraio 1498, autorizzò Giovanni Caboto ad approntare una spedizione di cinque navi e almeno duecento uomini di equipaggio, allo scopo di colonizzare le terre scoperte e proseguire la ricerca di altre terre, nella speranza di poter raggiungere il favoloso Cipangu (l'odierno Giappone). Nella Gran Cronaca di Londra si riporta che Caboto salpò da Bristol a maggio del 1498 con una flotta carica di vari tipi di merci, segno che lo scopo di questa seconda spedizione era prevalentemente commerciale.
Non è certo cosa accadde in questa spedizione, né se Giovanni Caboto ne ritornò vivo.

### La scomparsa

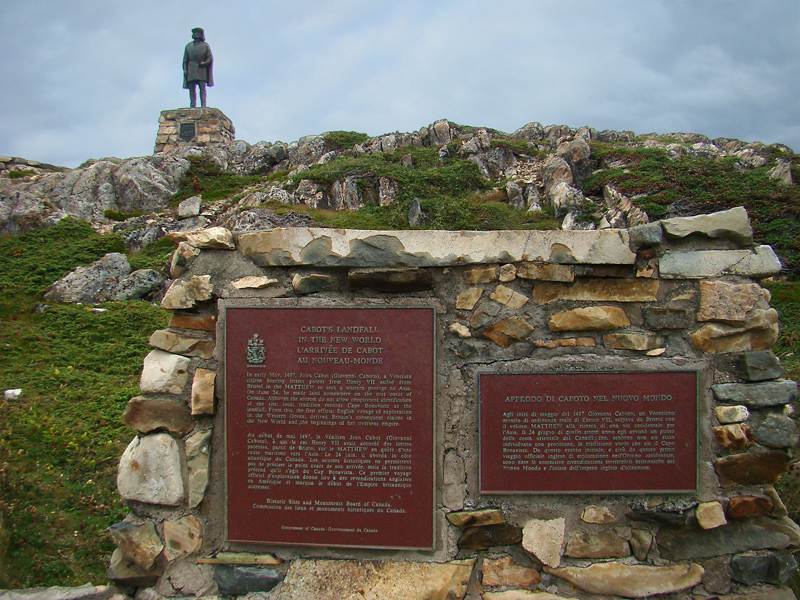
Capo Bonavista, Terranova

Esistono diverse ipotesi sulla sorte di Giovanni Caboto e della sua spedizione del 1498. L'ambasciatore spagnolo Pedro de Ayala scrive in una lettera ai sovrani di Spagna che la flotta di Caboto era munita di viveri per un anno e che una delle cinque navi fu costretta a fermarsi in Irlanda a causa di una tempesta mentre le altre navi proseguirono. Alcuni studiosi hanno ipotizzato che la flotta sia naufragata nella tempesta e che la nave sbarcata in Irlanda sia stata l'unica sopravvissuta.
Un'altra teoria sostiene che dopo avere raggiunto le coste del Labrador, i ghiacci galleggianti avrebbero costretto le navi a piegare verso Sud, addirittura fino a Capo Hatteras. Da qui in poi avrebbero fatto ritorno in Inghilterra nell'autunno dello stesso anno e Giovanni Caboto sarebbe morto durante il viaggio o più probabilmente poco dopo il ritorno.
Altra ipotesi vuole che, perseguendo l'ipotetico varco a Nord verso il Giappone, Caboto avrebbe raggiunto la Groenlandia, dove l'equipaggio si sarebbe ammutinato per il freddo insopportabile, costringendolo a piegare verso Sud, con esiti incerti.
Infine, secondo alcuni storici, Caboto avrebbe raggiunto le coste dell'America del Nord e avrebbe cominciato a procedere in direzione sud-ovest come previsto dal suo programma. Ciò sarebbe avallato dal fatto che tre anni dopo, nel 1501, l'esploratore Gaspar Corte-Real ricevette dagli indigeni dell'America del Nord, con cui era entrato in contatto, alcuni oggetti, probabilmente appartenuti agli uomini della spedizione di Caboto.

La storica esperta dei viaggi cabotiani Alwyn Ruddock suggerì che Caboto e la sua spedizione fossero tornati con successo in Inghilterra nella primavera del 1500. Affermò come durante la spedizione Caboto avesse esplorato per due anni la costa orientale dell'America del Nord, a sud, nell'area della baia di Chesapeake e forse fino ai territori spagnoli nei Caraibi. Le sue prove includevano la famosa mappa del mondo del cartografo spagnolo Juan de la Cosa, in cui accanto alla costa nordamericana è riportata la scritta "Mare descubierto por los ingleses" (mare scoperto dagli inglesi), scoperta da Ruddock e attribuita proprio a Giovanni Caboto. 

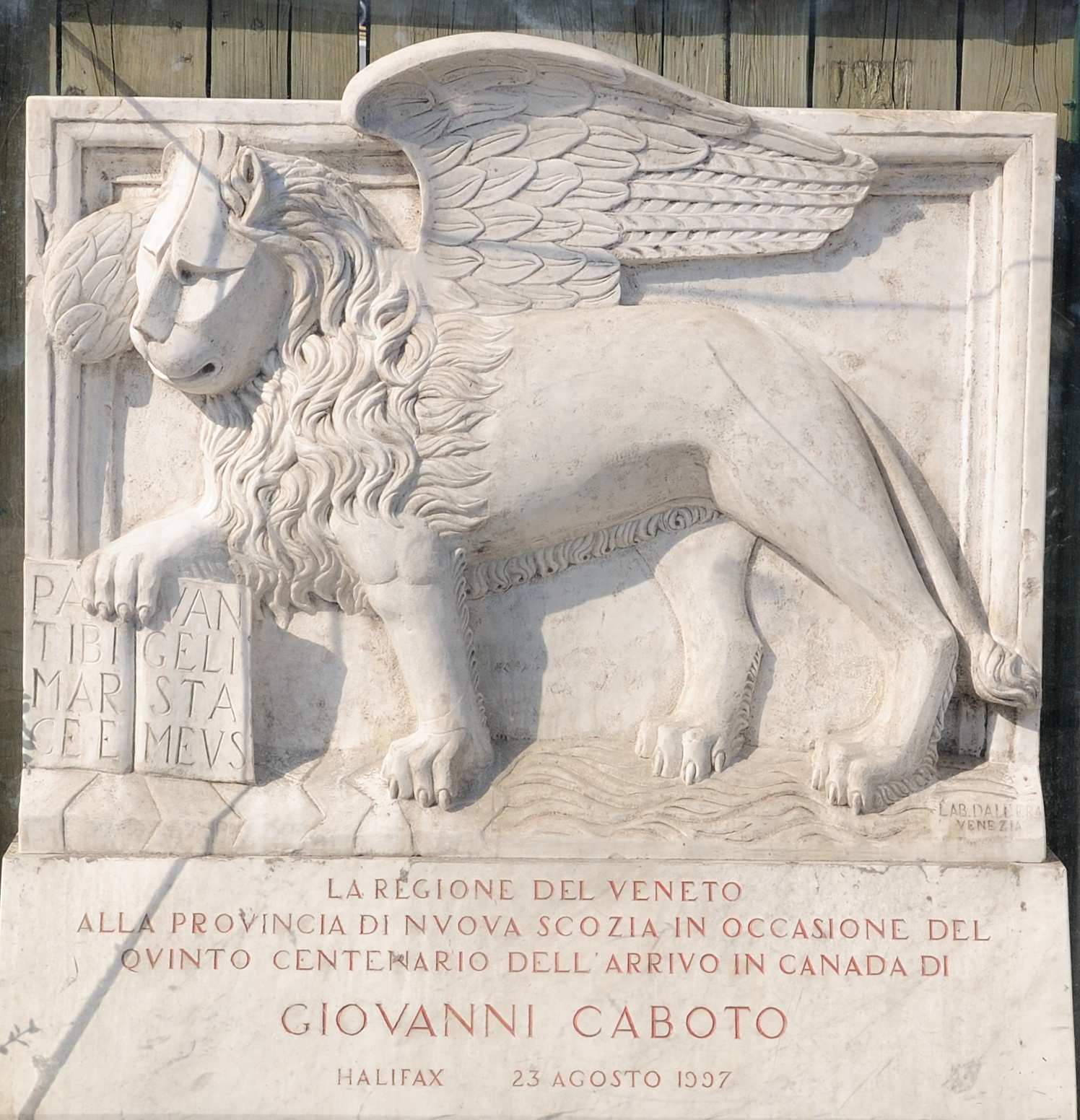
Leone di San Marco donato dalla Regione Veneto alla città di Halifax, Nuova Scozia, in memoria di Giovanni Caboto

Nonostante il misterioso epilogo della spedizione del 1498 e il blocco di ulteriori esplorazioni inglesi durante il regno di Enrico VII, i viaggi di Giovanni Caboto posero le basi della futura colonizzazione inglese dell'America del Nord. Inoltre le esplorazioni di Caboto assicurarono ai geografi europei le prime indicazioni scientifiche circa la vastità del continente americano e stimolarono la ricerca di un passaggio a nord-ovest verso l'Estremo Oriente.

## Reputazione
Dal tardo XVI secolo fino alla metà del XIX secolo, la figura di Giovanni Caboto è stata oscurata da quella del figlio Sebastiano, a cui per molto tempo è stato attribuito il merito di avere guidato le famose spedizioni partite da Bristol verso la fine degli anni 1490 che portarono alla scoperta europea (o meglio riscoperta, dopo le spedizioni dei Vichinghi), dell'America del Nord. Questo errore sembra risalire agli scritti di Sebastiano nella sua vecchiaia. Le conseguenze furono che l'influente geografo Richard Hakluyt rappresentò Giovanni Caboto come prestanome per le spedizioni e suggerì che era stato Sebastiano a guidarle effettivamente.
Quando i nuovi ritrovamenti d'archivio nel XIX secolo dimostrarono che non era così, a Giovanni Caboto furono riconosciuti i meriti della spedizione mentre la figura di Sebastiano fu ridimensionata. Sebastiano venne denigrato e più volte descritto, in particolare da Henry Harrisse, come un impostore ed un ciarlatano che si era volontariamente attribuito i meriti del padre.

## Riconoscimenti
- La città di Gaeta, gli ha dedicato il principale lungomare e l'Istituto Tecnico Nautico, e lo ha onorato intitolandogli un monumento in occasione dei 500 anni della scoperta del Canada (1498).
- Nel mondo anglosassone a Giovanni Caboto sono state dedicate diverse scuole ed università come ad esempio la John Cabot University, università privata statunitense con sede a Roma fondata nel 1972, e la John Cabot Academy a Bristol.
- La città di Londra, nel Canary Wharf, gli ha dedicato una piazza: Cabot Square.
- Gli è stato dedicato un asteroide, 7317 Cabot[24].

## Nella cultura di massa
- È citato nella canzone Van Loon di Francesco Guccini, dall'album Signora Bovary.